# 財政構造改革の推進に関する特別措置法
財政構造改革の推進に関する特別措置法（ざいせいこうぞうかいかくのすいしんにかんするとくべつそちほう、平成9年12月5日法律第109号）は、日本の財政再建に関する法律である。通称は財政構造改革法。

## 概要
橋本内閣の財政構造改革会議がまとめた歳出削減策を基本とし、財政健全化を目標として1997年11月に制定された。2003年までの赤字国債発行を毎年度削減するなど歳出削減策を盛り込んでいた。
しかし、翌1998年には赤字国債発行の毎年度削減を一時停止を可能とする「弾力条項」を盛り込んだり、目標年を2003年から2005年へ延期する改正が行われた。さらに、1998年に発足した小渕内閣では、景気回復を最優先するため、別に法律で定める日までの間、財政構造改革法の条文の殆どの施行を停止する、財政構造改革の推進に関する特別措置法の停止に関する法律（平成10年12月18日法律第150号、通称財政構造改革法停止法）が制定され、22年後の現在（2020年10月）まで停止中のままである。